# Werner Härdtle
Werner Härdtle (* 1957) ist ein deutscher Biologe und Professor für Landschaftsökologie und Naturschutz an der Universität Lüneburg.

## Leben
Werner Härdtle studierte von 1978 bis 1984 in Kiel und Göttingen Biologie und schloss als Diplombiologe ab. Anschließend studierte er in Kiel bis 1990 Bodenkunde und promovierte gleichzeitig am Institut für Botanik. 1995 wurde er in Lüneburg habilitiert und arbeitet seither nebenbei auch als Vertretungsprofessor in Osnabrück und Kiel.

## Forschung und Lehre
Härdtle gilt als Fachmann für die Vegetationskunde auf Heidestandorten (Lüneburger Heide) und ist beteiligt an dem Projekt Klimzug Nord. Er lehrt in den umweltwissenschaftlichen Studiengängen.

## Publikationen
- Vegetationskundliche Untersuchungen in Salzwiesen der ostholsteinischen Ostseeküste (1984)
- Potentielle natürliche Vegetation : Überlegungen zum Theoretischen Konzept und zur Methode der Kartierung (dargestellt am Gebiet der Topographischen Karte 1623 Owschlag) - (1990)
- Vegetation und Standort der Laubwaldgesellschaften (Querco-Fagetea) im nördlichen Schleswig-Holstein (1995)
- Teil 1., Quercion roboris = Bodensaure Eichenmischwälder von Querco-Fagetea. - Göttingen: Floristisch-Soziologische Arbeitsgemeinschaft (1997)

Herausgeberschaft:
- Naturwissenschaften (in der Reihe Studium der Umweltwissenschaften). Springer, Berlin u. a. 2002, ISBN 3-540-41082-1, darin als Verfasser auch das Kapitel Grundlagen der Umweltchemie
- Universität Lüneburg; Stadt Bleckede; Werner Härdtle (Hrsg.): Die Elbtalaue : Geschichte, Schutz und Entwicklung einer Flußlandschaft ; Festschrift aus Anlaß der Emeritierung von Prof. Dr. Ulf Amelung (1999)